# Morpho menelaus
Morpho menelaus je motýl z čeledi babočkovitých. Jeho rozpětí křídel je přibližně 12 cm a jeho přední a zadní křídla jsou jasně duhově modrá a jsou lemována černými pruhy, zatímco břišní plochy křídel jsou hnědé. Jeho duhová křídla jsou oblastí zájmu výzkumu díky své jedinečné mikrostruktuře. Kvůli své charakteristické modré barvě je ale také Morpho menelaus mezi sběrateli považován za cenný úlovek a ve 20. století byl proto hojně loven.

## Výskyt

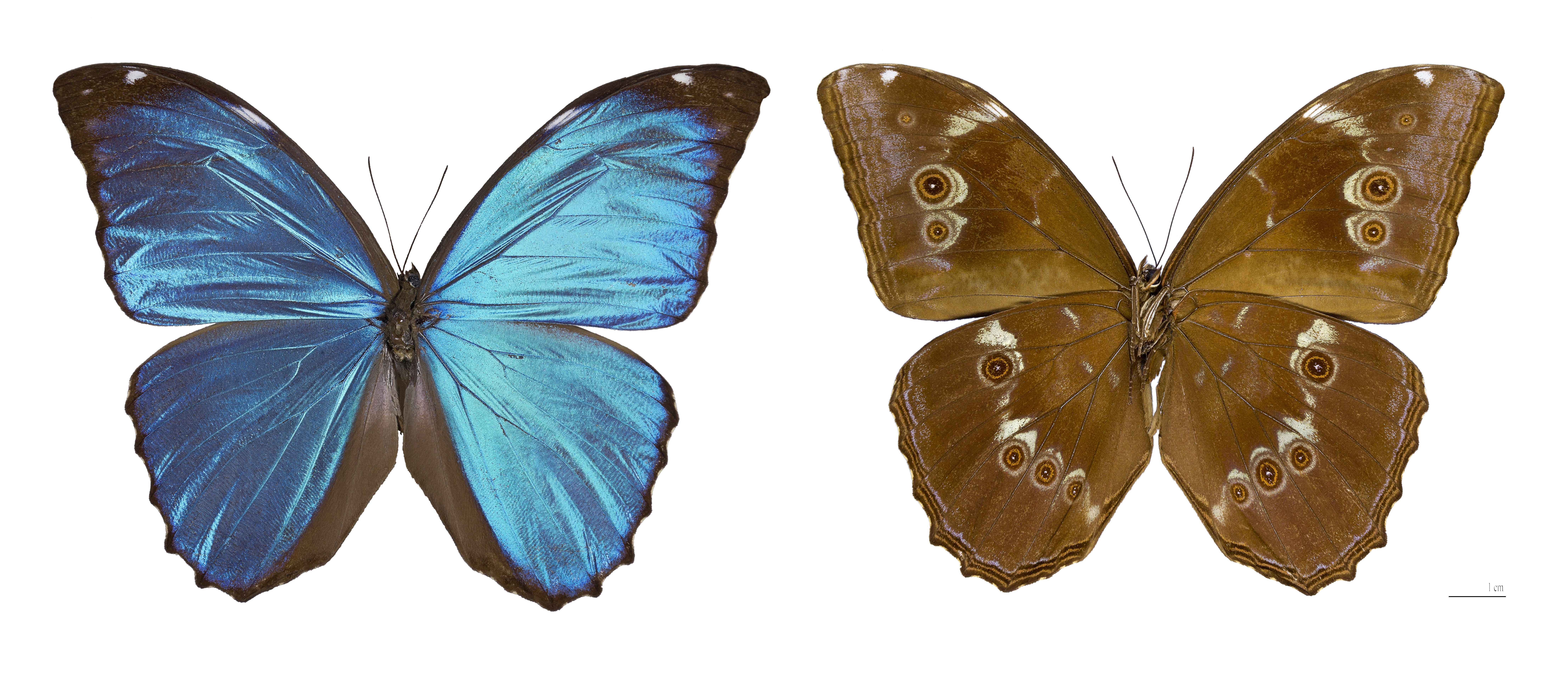
Srovnání křídel Morpho menelaus seshora a zespodu

Tento neotropický motýl se vyskytuje ve Střední a Jižní Americe, včetně Cerrada, což je rozlehlá tropická savana v Brazílii. Dále se nalézá v Mexiku a Venezuele. Předci motýla Morpho menelaus byli rozšířeni pravděpodobně v andských oblastech. Morpho menelaus je jedním ze šesti druhů Morpho vyskytujících se v Kostarice. Rod Morpho se vyskytuje také v oblastech od Mexika a po celou Jižní Ameriku s výjimkou Chile. Morpho menelaus navíc bojuje o přežití v severní tichomořské oblasti Kostariky, protože nemůže tolerovat tamější příliš suché podmínky.

## Chování
Samice Morpho menelaus většinou obývají lesní podrost a usazují se na pařezech, ale poletují také poblíž korun stromů, když je čas na nakladení vajíček. Samci i samice mají pomalý a poddajný letový vzor a živí se hnijícím ovocem, které ze stromů spadlo na zem. Samci mají tendenci létat na otevřených mýtinách nebo vysoko v korunách stromů. Tito motýli se společně objevují ve skupinách na začátku a na konci období dešťů v brazilském Cerradu. Během vlhkého období ale nelétají, protože obzvlášť silný déšť může způsobit fyzické poškození jejich křídel. Jejich výskyt také závisí na dostupnosti potravy, která je závislá na klimatu. Kvůli ochraně před deštěm upřednostňuje Morpho menelaus malé a uzavřené prostory, kde je menší pravděpodobnost poškození křídel.

## Životní cyklus

### Vajíčko
Samičky Morpho menelaus kladou vajíčka jedno po druhém na spodní stranu hostitelských rostlin. Vajíčka jsou velmi malá, mají světle zelenou barvu a mají tvar kapek rosy. Vajíčka jsou kladena takovým způsobem, aby se housenky mohly krmit ihned po vylíhnutí.

### Housenka
Tyto společenské housenky se živí rostlinami z rodu Erythroxylum, Dalbergie a z čeledi bobovitých a často preferují mladé listy hostitelských rostlin, protože tyto listy jsou snadněji konzumovatelné a výživnější. Housenky jsou červenohnědé barvy s jasně zelenými skvrnami. Jsou pokryty štětinami, které při kontaktu uvolňují dráždivou látku. Housenky mohou přerušit svůj vývoj a mohou oddálit zakuklení, aby přežily drsné období sucha. Jak pokračuje období sucha, populace housenek klesá kvůli predaci.

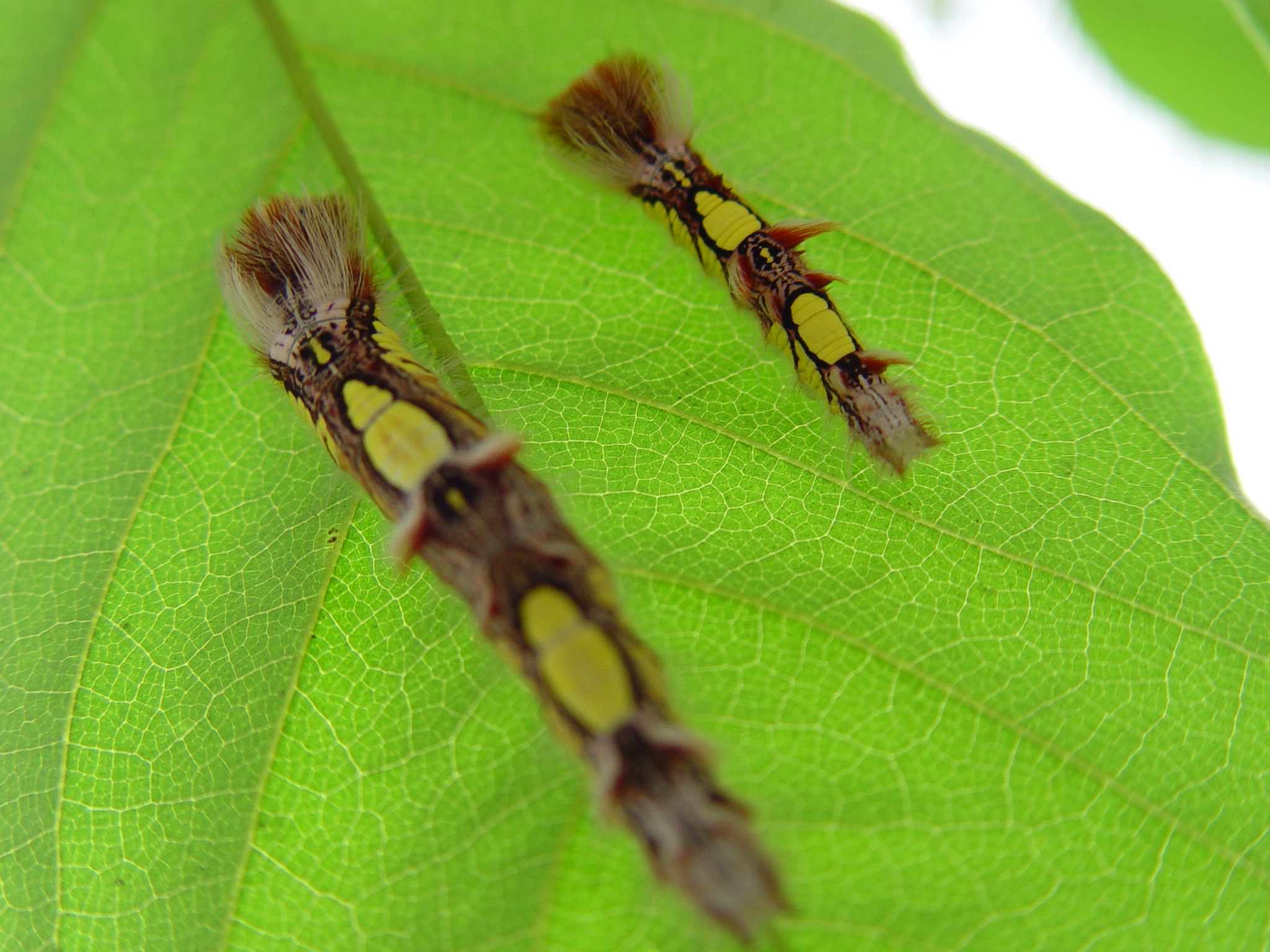
Housenka Morpho menelaus

### Dospělec
Jedním z nejlepších indikátorů výskytu dospělců Morpho menelaus je pozorování dospělých jedinců v zajetí a jejich interakce se zralým ovocem. K výskytu dospělců dochází především na začátku období dešťů, kdy zdroje potravy jsou díky klimatu a vlhkosti vzduchu bohaté a kladení vajíček je pro samice výhodné. Motýl stráví v dospělém stádiu 3 až 4 týdny a celý životní cyklus trvá dohromady přibližně 115 dní. Dospělci létají podél řek nebo kdekoli, kde jsou otevřené prostory.

## Adaptace
Skvrny na křídlech jsou speciální adaptace, které se vyvinuly u mnoha druhů v rámci řádu motýlů proti predátorům. Tyto „oční skvrny“ jsou obvykle tmavé kruhy obklopené světlejší vnější vrstvou. „Zornička“ oka se třpytí, což napodobuje přirozený odraz rohovky. Předpokládá se, že tyto oči odrážejí útok predátora od životně důležitých orgánů. Ukázalo se také, že větší oční skvrny odradí dravce od útoku úplně. Menelaus má konkrétně skvrnu o velikosti 6,8 mm v průměru.

## Struktura křídla

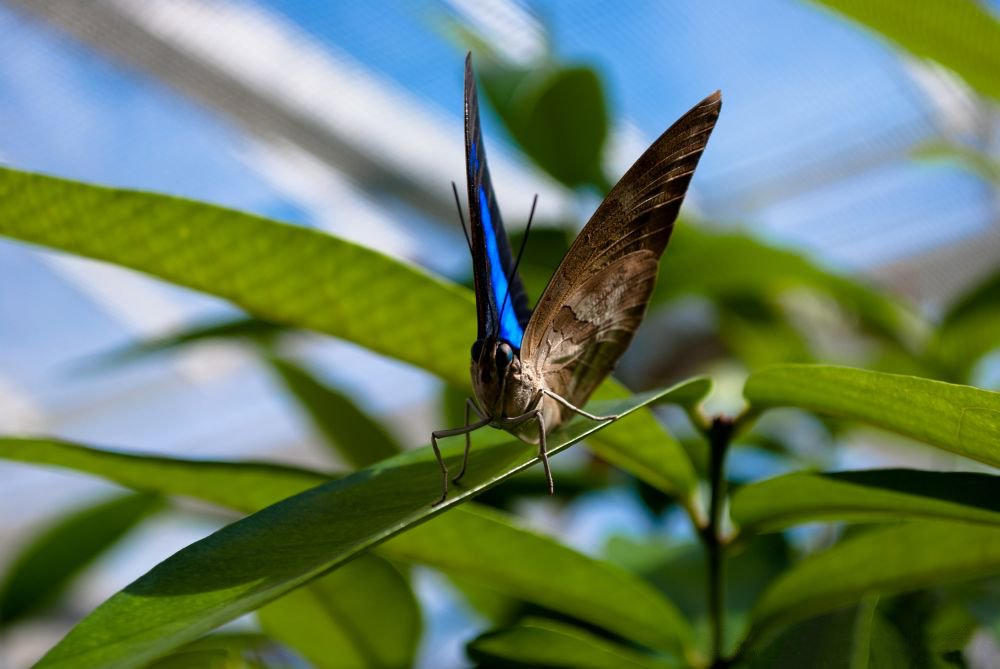
Morpho menelaus

Křídla Morpho menelaus jsou ukázkovým příkladem duhově modrého zbarvení ve světě hmyzu. Zatímco jasné barvy ostatních motýlů jsou typicky způsobeny optickou interferencí, duhová modrá barva motýlů patřících do Morphidae je výsledkem mikrostruktur jejich křídel. Vědci používají rastrovací elektronový mikroskop a spektroskopii, aby porozuměli křídlům více do detailu.

### Stavební prvky
Každé křídlo Morpho menelaus je pokryto vícevrstvými šupinami, které jsou zodpovědné za zbarvení křídel. Barvy křídel se liší v závislosti úhlu pohledu. U samice je hřbetní strana více maskovaná, zatímco samec se prezentuje zářivě modrou barvou. U samců je vnější vrstva krycích šupin dlouhá a úzká (250 µm × 50 µm), 2 µm vzdálená a je rovnoběžná s rovinou křídla. Rozměry krycích šupin u jiných druhů podčeledi Morphinae se výrazně liší, ale všechny jsou bez pigmentu a slabě duhové. Vnitřní vrstva je duhová, nepřekrývá se a je zodpovědná za modré zbarvení. Skládá se ze střídajících se vrstev chitinu a vzduchu, z nichž každá má svůj vlastní index lomu. Křídla rodu Morpho jsou pozoruhodná svou rozmanitostí funkcí, včetně toho, že jsou hydrofobní, lehká, robustní, tepelně regulovaná a jasně modrá. Tyto jedinečné vlastnosti pocházejí z fotonických nanostruktur šupin. V bioinženýrské komunitě vzrůstá zájem o pochopení konstrukčních součástí křídel, které mohou mít potenciální využití při vytváření selektivních senzorů plynu.